# Jonathan Panzo
Jonathan William Panzo (Londres, 25 de octubre de 2000), más conocido como Jonathan Panzo, es un futbolista inglés que juega de defensa en el Rio Ave F. C. de la Primeira Liga.

## Trayectoria
Panzo comenzó su carrera deportiva como futbolista profesional en el A. S. Mónaco II en 2018, después de haber sido formado en las categorías inferiores del Chelsea F. C.
Debutó con el Mónaco el 19 de noviembre de 2018, en un partido de la Copa de la Liga de Francia frente al F. C. Lorient.
En la temporada 2019-20 fue cedido al Círculo de Brujas de la Primera División de Bélgica.

### Dijon
En 2020 fichó por el Dijon F. C. O. de la Ligue 1.

## Selección nacional
Panzo fue internacional sub-16, sub-17, sub-18, sub-19 y sub-21 con la selección de fútbol de Inglaterra.
Con la selección sub-17 disputó el Campeonato Europeo Sub-17 de la UEFA 2017, en el que la selección inglesa llegó a la final, y la Copa Mundial de Fútbol Sub-17 de 2017, donde los ingleses resultaron campeones.

## Clubes
| Club                         | País       | Año       |
| ---------------------------- | ---------- | --------- |
| A. S. Monaco II              | Francia    | 2018-2019 |
| A. S. Monaco                 | Francia    | 2019-2020 |
| Círculo de Brujas (cedido)   | Bélgica    | 2019-2020 |
| Dijon F. C. O.               | Francia    | 2020-2022 |
| Nottingham Forest F. C.      | Inglaterra | 2022-2025 |
| Coventry City F. C. (cedido) | Inglaterra | 2022-2023 |
| Cardiff City F. C. (cedido)  | Gales      | 2023-2024 |
| Standard de Lieja (cedido)   | Bélgica    | 2024      |
| Rio Ave F. C. (cedido)       | Portugal   | 2024-2025 |
| Rio Ave F. C.                | Portugal   | 2025-     |